# ヘレン・ツィレ
ヘレン・ツィレ（英語: Helen Zille、1951年3月3日 - ）、南アフリカ共和国の政治家。現在、西ケープ州首相。ケープタウン市長、民主同盟党首（第2代）を歴任した。

## 概要
ヨハネスブルグ出身。ランド・デイリーメールの政治記者からケープタウンの教育管理者を経て下院議員。ケープタウンの市議会でアフリカ民族会議を抑えて民主同盟を第1党に導き、市長に就任。翌年から民主同盟党首。2008年、ワールド・メイヤーに選出された。この間、黒人女性であるリンディエ・マジブコを議会党首に起用するなど、「白人中間層の政党」と見なされていた民主同盟の非白人からの支持、特に黒人層への支持拡大に努めた。2015年5月、8年間務めた党首の座を退いた。
2017年3月、ツイッター上で植民地主義について、独立した司法、輸送インフラ、水道など負の面ばかりではなかったとツイートした。植民地主義を肯定するものだとして非難され、身内の民主同盟から停職処分を受けた（ただし西ケープ首相には留まった）。

## 略歴
両親はドイツ系ユダヤ人で、ナチス・ドイツの迫害を逃れて南アフリカへ移住した。母のミラ・ツィレは、白人女性からなる反アパルトヘイト運動の活動家であった。